# Girona (pokrajina)
Girona (katalonski i službeno Girona, špa. Gerona) je španjolska provincija smještena na sjeveroistočnom kutu Španjolske, u autonomnoj zajednici Kataloniji. Prostire se na 5.910 km². Pokrajina ima 756.156 stanovnika (1. siječnja 2014.). Sjedište pokrajine je Girona. Službeni jezici su katalonski i španjolski.